# Elke Arendt
Elke Arendt, verheiratete Elke Orlac, (* 1939 in München) ist eine deutsche Schauspielerin und Autorin. 1955 wurde sie durch die Verkörperung der Märchenfigur des Schneewittchens bekannt.

## Leben
Elke Arendt wurde 1939 in München geboren und erhielt 1946 eine Ausbildung am Kinderballett der Bayerischen Staatsoper. Daneben spielte sie Kinderrollen am Theater und im Film. Nach Engagements als Bühnenschauspielerin wirkte sie in den 1950er und 1960er Jahren in über 20 verschiedenen Produktionen. Ihr Filmdebüt gab sie 1955 im Alter von 16 Jahren unter der Regie von Erich Kobler in dem auf Schloss Neuschwanstein gedrehten Märchenfilm Schneewittchen.
Nach einer Schauspielausbildung in München war sie ab 1956 in mehreren Filmen zu sehen, etwa in Die Heinzelmännchen (1956), Einmal eine große Dame sein (1957), Rübezahl – Herr der Berge (1957), Hula-Hopp, Conny (1959) und Paprika (1959). In den 1960er Jahren spielte sie in Ein Student ging vorbei, Hauptmann, deine Sterne, Davon träumen alle Mädchen, Zwei Bayern in Bonn, Nebelmörder oder Liebe auf den zweiten Blick.
Theaterengagements führten sie an die Volksbühne Berlin, das Staatstheater Kassel, das Schauspielhaus Bochum, das Staatstheater Darmstadt und das Bayerische Staatsschauspiel, außerdem trat sie bei Gastspielen und Tourneen auf. Nach einer Familienpause und beruflicher Neuorientierung betätigte sie sich mit eigenen Produktionen im Hörspiel und am Theater, wie etwa Undine geht von Ingeborg Bachmann oder Die gelbe Tapete von Charlotte Perkins Gilman.
Im Jahr 2000 skizzierte sie in der Biografie Der blonde Fetzen das Leben der Schauspielerin und Dichterin Emmy Hennings. Bei der dazugehörigen Bühneninszenierung am Stadttheater Ingolstadt führte sie die Regie. Im November 2019 veröffentlichte sie unter dem Nammen Elke Orlac ihren Roman Louise, Hofnärrin zu Weimar über Luise von Göchhausen, die Erste Hofdame der Herzogin Anna Amalia von Sachsen-Weimar-Eisenach.
In den 1960er Jahren war Elke Arendt in erster Ehe mit dem amerikanischen Sänger, Schauspieler und Moderator Charlie Hickman verheiratet. Aus der Ehe entstammt die gemeinsame Tochter Lauretta Hickman (* 1964), die in den 1990er Jahren als Schauspielerin in einigen Fernsehrollen auftrat und sich später als Lifecoach in München mit eigenen Publikationen selbstständig gemacht hat. In zweiter Ehe war sie bis zu dessen Tod im November 2020 mit dem Schauspieler Stephan Orlac verheiratet. Aus dieser Ehe entstammen zwei weitere Kinder, darunter der Regisseur, Drehbuchautor und Schriftsteller Sebastian Orlac (* 1970).

## Filmografie
- 1955: Schneewittchen
- 1956: Die Heinzelmännchen
- 1957: Einmal eine große Dame sein
- 1957: Rübezahl – Herr der Berge
- 1957: Von allen geliebt
- 1959: Liebe auf krummen Beinen
- 1959: Paprika
- 1959: Hula-Hopp, Conny
- 1960: Hauptmann, deine Sterne
- 1960: Ein Student ging vorbei
- 1961: Biographie eines Schokoladentages
- 1961: Davon träumen alle Mädchen
- 1962: Zwei Bayern in Bonn
- 1962: Le Temps des copains (franz. Fernsehserie): Anneliese Thalmann[2]
- 1962: Samson, Befreier der Versklavten (La furia di Ercole)
- 1964: Nebelmörder
- 1964: Jazz und Jux in Heidelberg
- 1964: Liebe auf den zweiten Blick
- 1965: Gewagtes Spiel (Fernsehserie, Episode Der Skorpion)
- 1966: O Wildnis
- 2000: Der blonde Fetzen (Theater, Regie)

## Werke
- Elke Orlac: Louise, Hofnärrin zu Weimar, Roman, Scholastika Verlag, 2019 ISBN 978-3-947233-17-5.